# まばたきするな
「まばたきするな」（原題: "Blink"）は、BBC One で2007年6月9日に初めて放送された、イギリスのSFテレビドラマ『ドクター・フー』第3シリーズ第10話。ヘッティ・マクドナルドが監督を務め、2007年のシリーズでは唯一スティーヴン・モファットが脚本を担当したエピソードである。本作は以前モファットが執筆した2006年 "Doctor Who Annual" の短編 "'What I Did on My Christmas Holidays' By Sally Sparrow" を原作とする。別邦題は「ブリンク」。
本作ではタイムトラベラーの異星人10代目ドクターが1969年に捕らわれ、彫像のような嘆きの天使からターディスを守るべく、2007年に暮らす若い女性サリー・スパロウとコミュニケーションを取ろうとする。スパロウと彼女の友人の弟ラリー・ナイチンゲールは、DVDのイースターエッグに残された、取り残されたドクターからの時を超えた不可解な手掛かりを解読しなくてはならない。
ドクターと彼のコンパニオンであるマーサ・ジョーンズの出番は非常に少なく、このため「まばたきするな」はドクターの登場が少ない ("Doctor-lite") エピソードであるとされ、別のエピソードと同時に撮影することが可能となった。ウェスター・ドラムリンズ邸でのシーンはニューポートに所在する放棄された家で撮影された。嘆きの天使を製作には2人の女優が特殊メイクと装具を施した。本作はイギリスで662万人の視聴者を記録した。
「まばたきするな」は批評家たちから幅広い絶賛を受け、番組の最高のエピソードの1つであると広く考えられている。モファットは英国アカデミー賞テレビクラフト賞とBAFTAウェールズ賞で最優秀作家賞とヒューゴー賞映像部門短編部門を受賞し、サリー・スパロウ役を演じたキャリー・マリガンは2007年のSFテレビエピソードにおける最優秀女性パフォーマンス部門で Constellation Award を受賞した。2009年には本作は Doctor Who Magazine の読者による投票で『ドクター・フー』の人気エピソードで第2位に選ばれた。

## 制作

### 脚本

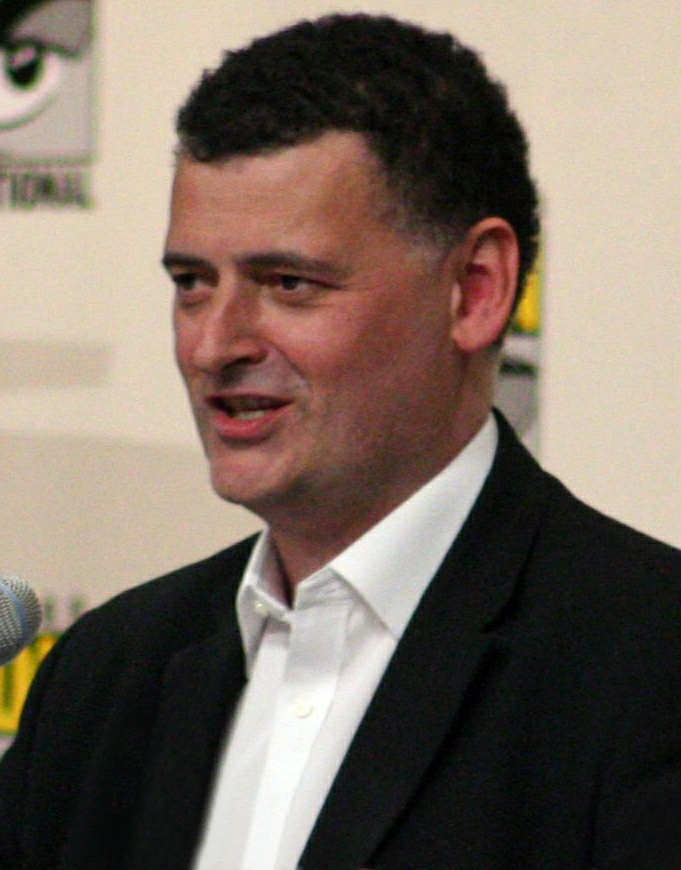
スティーヴン・モファット

「まばたきするな」はスティーヴン・モファットが"脚本を担当し、ストーリーの一部は Doctor Who Annual 2006 でモファットが執筆した9代目ドクターのショートストーリー "'What I Did on My Christmas Holidays' by Sally Sparrow" を元としている。このショートストーリーは、おばの家を訪れた際に過去からのドクターの存在証拠に遭遇した12歳の少女サリーの宿題のエッセイの形式を取る。ショートストーリーには「まばたきするな」で再利用された要素がいくつかあり、例えば、壁紙の下のメッセージや、書かれた台本（エッセイ自体）に基づいてVHSに録画されたサリーとドクターの会話やを含む因果のループが挙げられる。しかし、ショートストーリーでは嘆きの天使ではなく事故でドクターとターディスは20年離れ離れになり、ドクターはサリーにターディスを過去の自分へ送る方法を指示できた。
モファットは家族と過ごす休日の間に墓地の天使像を目にして以来嘆きの天使のアイディアを思いつき、後に「静寂の図書館」と「影の森」となる第4シリーズのエピソードで使おうと計画していた。しかし、第3シリーズの二部作（ヘレン・レイナーが担当した「ダーレク・イン・マンハッタン」と「ダーレクの進化」）の脚本担当を退いた後、モファットは Doctor-lite のエピソードの執筆に志願し、「まばたきするな」となるエピソードで嘆きの天使を使うことを選んだ。また、モファットは彼が常に怖ろしいと感じていた子供たちに人気のゲームだるまさんがころんだ にインスパイアを受け、それに基づいて本作を執筆した。シリーズの作曲担当であるマレイ・ゴールドは後にスティーヴン・キングのホラー小説『シャイニング』（1977年）で幽霊のように動くトピアリーの動物と嘆きの天使を対比した。
「まばたきするな」はスピンオフ作品から同じ作者によりドラマエピソード化されたものとしては、ポール・コーネルの1995年の小説 "Human Nature" からエピソード化された「ジョン・スミスの恋」/「ファミリーと永遠の命」、ロバート・シェアーマンによる2003年のオーディオドラマ "Jubilee" から前提となるシチュエーションと複数のシーン、会話の一部を使用した「ダーレク 孤独な魂」に続き、新シリーズで3作目となる。「まばたきするな」は "Doctor-Lite" なエピソードであるとも言われ、これはドクターと彼のコンパニオンの出番が非常に少ないためである。このため、"double banking" というプロセスとして知られるように、2つのエピソードを同時に撮影することが可能となった。この取り組みは2006年のエピソード「エルトン君の大冒険」で始まり、後に「ミッドナイト」「運命の左折」や「無情に流れる時間」で採用された。「まばたきするな」が不人気だった場合はその責任をエピソードの "Doctor-lite" 構造に押し付けることができるため、モファットは本作の脚本を執筆する際にリラックスしていた。番組の過密なスケジュールゆえ、「まばたきするな」の脚本会議は一度しか行われなかった。

### 撮影

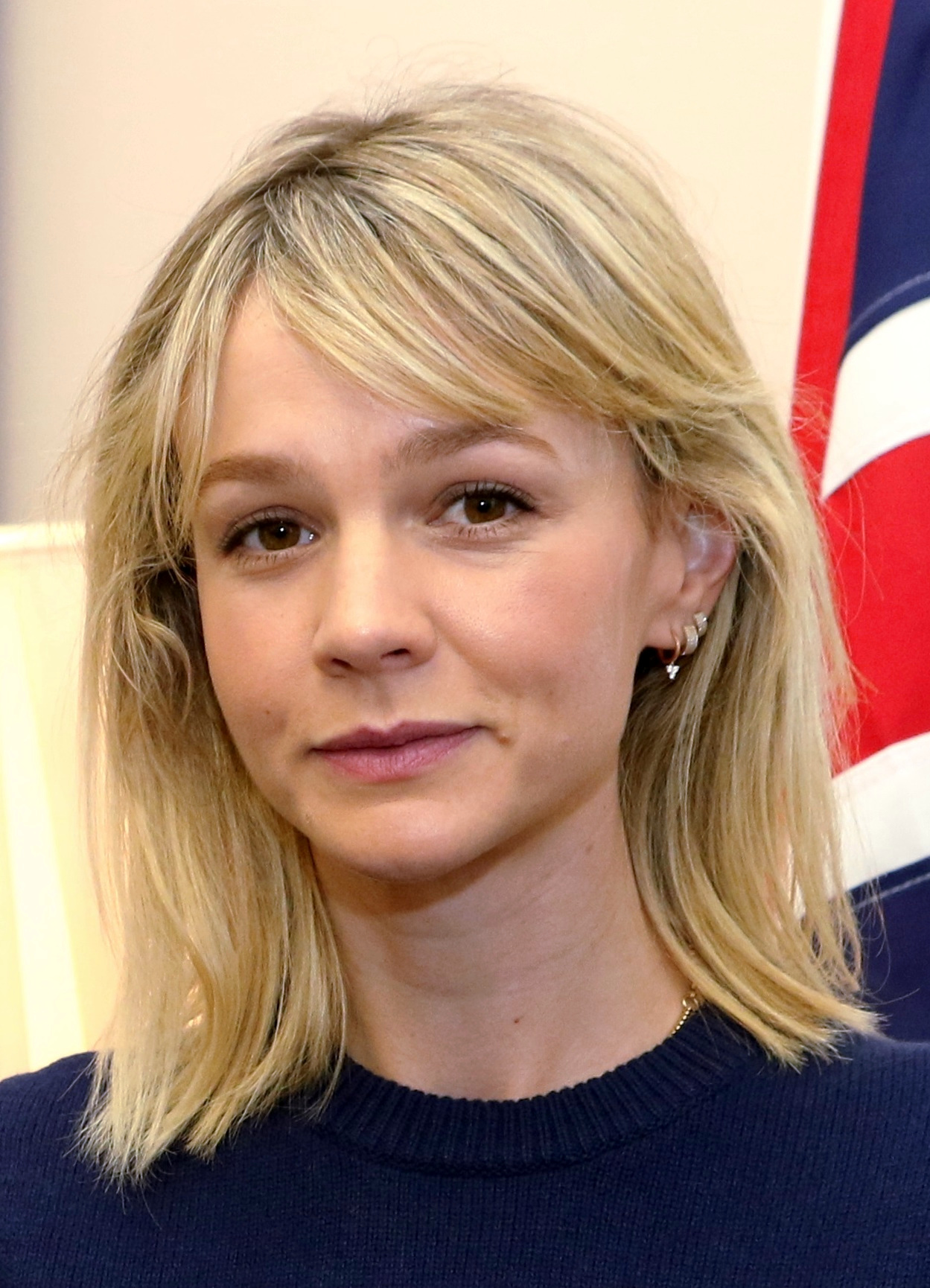
サリー・スパロウ役を演じた女優キャリー・マリガン。写真は2018年12月

「まばたきするな」はヘッティ・マクドナルドが監督を担当し、これは The Marl of the Rani 以来初めて女性が『ドクター・フー』のエピソードを監督したケースとなった。シリーズのエグゼクティブ・プロデューサーであるラッセル・T・デイヴィスは後に、マクドナルドの監督により、エピソードにはこれまでで最も美しいビジュアルがあるとコメントした。サリー・スパロウ役にはイギリスの女優キャリー・マリガンが選ばれ、彼女はシリーズにキャスティングされたことで有頂天になったという。当初彼女は10代目ドクター役のデイヴィッド・テナントの出演が少ないことを憂いでいたが、エピソードの放送後にはその結果に非常に喜んだ。
警察署のガレージのシーンの撮影はカーディフ湾のコール・エクスチェンジとマウント・スチュワート・スクエアで2006年11月21日に行われた。ウェスター・ドラムリンズ邸にはニューポートの Fields House が使用された。この屋敷は撮影チームが到着したときには既に放棄されて破損しており、モファット曰く撮影のために改装する必要がほぼなかったという。後に彼はこの場所を今まで見た中で最も身の毛のよだつ家だったと述べた。ウェスター・ドラムリンズ邸の名前はモファットが1990年代後半に住んでいた以前の住居にちなんだ。登場人物のラリーはウェスター・ドラムリンズ邸を「スクービー・ドゥーの家」と表現しており、これはアニメ『スクービー・ドゥー』の一団が普段訪れる老朽化したマンションを参照したものである。本エピソードの The BBC Fact File には、マーサとドクターとビリーが飛ばされた1969年はアニメ『スクービー・ドゥー』が初めて放送された年であると記されている。
当初、プロデューサーは若いビリー役も老いたビリー役もマイケル・オビオラが演じると考えていたが、メイクをしたオビオラが余りにももっともらしく見えなかったため、ルイス・マーニーが老いたビリー役でキャスティングされた。当初オビオラはロンドンのアクセントで役を演じていたが、マーニーは強い訛りで演技したため、オビオラは整合性を取るために吹替をし直さなくてはならなかった。ビリーはターディスの窓のサイズが本物のポリスボックスと違うと言及したが、2004年に新シリーズのターディスの写真が公開された際には Outpost Gallifrey の『ドクター・フー』議論フォーラム上でポリスボックスの寸法について激しい議論がなされ、そこでビリーの指摘と同様の文句を口にしたファンもいた。モファットはビリーの台詞が Outpost Gallifrey フォーラムの内輪ネタであることを明かした。

### 効果
モファットは「私は子供のころから『ドクター・フー』のモンスターのことを考えていた。そして今やると、アート部門に金がかかりすぎる」とジョークを飛ばした。天使の服の硬い構造を作るために、装具管理者ロブ・メイヤーは繊維をファイバーグラス樹脂に浸し、それを塗った。画面上では嘆きの天使の動く様子は見られなかったが、メイクと装具を施したアガ・ブロンスカとエレン・トーマスが全ての天使を演じ、。彼女らは異なる2つのマスクを着用して大人しい顔の天使と牙を剥いた顔の天使を演じ分けた。後にブロンスカは「塗装された部分とコスチュームに接着された部分もあるけれど、凄く快適よ」とコメントした。二人は天使像がじっと立っているシーンでわずかにぐらついていたが、プロデューサーがデジタル処理を使って映像上の天使を固定した。モファットは出来に酷く喜び、彼らを素晴らしいと褒めた。マリガンは後にその効果に「凄く良い」「本当に恐ろしい」とコメントした。
天使がターディスを襲う効果を作るため、マリガンとフィンレー・ロバートソンはターディスのセットの周りに身を投げたが、カメラの操作者はマリガンとロバートソンが跳んだ反対側にカメラを向けていた。ドクターがサリーにDVDを介して話しかけるシーンでは、会話を書いてサリーの台詞を除去し、デイヴィッド・テナントに彼の台詞を読ませることで作られた。モファットはこの一方向の撮影で演技がより説得力のあるものになったと感じた。当初モファットはドクターがDVDショップでサリーの声を聴けると彼女に伝えるシーンがプレースホルダーの会話として台本に書いていた。マレイ・ゴールドは当該シーンを難解なパズルの核心と呼んだ。

## 放送と評価

### 放送とレーティング
「まばたきするな」は2007年6月9日に BBC One によりイギリスで初めて放送された。当夜の視聴者数は610万人で、タイムシフト視聴者を考慮すると662万人に上った。本作は6月10日に終わる週の BBC One のエピソードで7番目に多く視聴され、『ドクター・フー』第3シリーズでは最も視聴者少ないエピソードであった。評価指数は87を記録し、この数字は素晴らしいという評価を受けた。エピソードの結末の前には "One Year Later" というクリップが初回放送時には挿入されていたが、番組販売版とDVD版ではこのショットは削除された。
「まばたきするな」と共に「ジョン・スミスの恋」「ファミリーと永遠の命」を収録したリージョン2のDVDは2007年7月23日に発売され、完全版第3シリーズDVDセットととしても2007年11月5日に発売された。
日本では2012年2月25日に LaLa TV で放送された。「まばたきするな」は LaLa TV での放送時の邦題であり、Huluでは「ブリンク」という邦題で配信されている。

### 批評家からの称賛
「まばたきするな」は一般に批評家から絶賛され、演技や脚本、恐怖のレベルや嘆きの天使自体が多く称賛された。ガーディアン誌のスティーヴン・ブルックは本作を「ドクターとマーサがほとんど登場しないにも拘わらず最終的に意味が通ずる、素晴らしく怖ろしいエピソードである」と評価した。SFXのデイヴィド・ブラッドリーは「まばたきするな」に5つ星のうち5つ星を与え、以前のどのドクターでも登場出来たと言い、その永遠性で『ドクター・フー』史上最も見事で怖ろしくクレバーなエピソードの1つになるに違いないだろうと述べた。IGNのトラヴィス・フィケットは本作を10点満点中9.1と評価し、「このエピソードにおける演技は例外的である」と注釈しつつも、視聴者にサリー・スパロウを馴染ませる脚本とマリガンの力強い演技を称賛した。彼は「短時間にこれだけのことが成し遂げられるとは信じがたい。1つではなく2つの関係の物語が語られ、複数の時間軸が交差し、新しくそして遥かに怖ろしい敵がドクターと対面することなく打倒された」と結論付けた。Slant Magazine のロス・ルーディンガーはこのエピソードが単なる『ドクター・フー』のエピソードというだけではなく、SFやホラーのジャンルでも素晴らしいエピソードであり、単品でも成り立つと確信した。また、彼は恐怖を誘発する嘆きの天使のコンセプトや、45分という時間で展開されたことを考えると非常に複雑な物語と登場人物の感じやすさを称賛した。デイリー・テレグラフは本作を番組の全期間で最高のエピソードの1つであるとし、ドクターは周囲に居る一方で脅威が増すと論評した。
本作について、テナントがドクターを演じた期間で最も良いエピソードの1つと数多くの批評家が考えている。IGNのマット・ウェールズは本作をテナントの時期で6番目に優れたエピソードであるとし、TVOvermind のサム・マクファーソンは2番目に良い10代目ドクターのエピソードに挙げた。『ドクター・フー』の第6シリーズの後半が放送される前の2011年には、ハフポスト（当時は The Huffington Post）が「まばたきするな」を新規視聴者が必ず見るべきエピソード5選のうち1つとした。嘆きの天使も批評家から絶賛を受けた。2009年にSFXは嘆きの天使がサリーとラリーに向かって前進するクライマックスを『ドクター・フー』の歴史で最も恐ろしい瞬間と呼び、「怖ろしいコンセプトと完璧な監督の身の毛のよだつコンビネーション」と表現した。嘆きの天使はニール・ゲイマンが雑誌『エンターテイメント・ウィークリー』で行った "Top Ten New Classic Monsters" でその名を3位に連ね、TV Squad では3番目に怖ろしいテレビのキャラクターとされた。また、嘆きの天使はデイリー・テレグラフにより『ドクター・フー』でネスティーン意識体とダーレクに続く3番目の悪役に数えられた。2009年にSFXは嘆きの天使を『ドクター・フー』新シリーズで特に好きなもののリストに加え、"Scariest. Monsters. Ever." と綴った。
脚本家スティーヴン・モファットは英国アカデミー賞テレビクラフト賞とBAFTAウェールズ賞で本作のため最優秀作家賞を受賞した。「まばたきするな」はヒューゴー賞映像部門短編部門を受賞し、キャリー・マリガンは2007年SFテレビエピソードにおける最優秀女性パフォーマンス賞で Constellation Award を受賞した。本作はネビュラ賞 スクリプト部門にノミネートされたが、賞はギレルモ・デル・トロによる映画『パンズ・ラビリンス』に譲った。
「まばたきするな」は Doctor Who Magazine の2007年の調査で最高のストーリーに認定された。2009年には Doctor Who Magazine でこれまでの『ドクター・フー』のストーリーで最も素晴らしい作品を巡って投票があり、「まばたきするな」はピーター・ディヴィソンの5代目ドクター役での最後のレギュラー出演となった The Caves of Androzani に次ぐ2位となった。2007年にBBCが行った投票では、2000人もの Doctor Who Adventures の読者からの票が集計され、投票の55%が2007年の最も恐ろしい怪物として嘆きの天使に集まっていた。マスターとダーレクはそれぞれ投票の15%と4%を占めた。ラジオ・タイムズが行った2012年の投票では1万人を超える回答者が集まり、うち49.4%が『ドクター・フー』で最高の怪物として嘆きの天使に票を投じた。2014年には Doctor Who Magazine により全期間で最も素晴らしいエピソードを決める投票が行われ、「まばたきするな」は50周年記念エピソード「ドクターの日」に次いで再び2位の座に就いた。

## 影響

### 後のシリーズ展開
モファットは番組の総責任者に就任した後、第5シリーズで「天使の時間」と「肉体と石」を執筆した。この2話は嘆きの天使を再登場させてよりアクション志向の作風となっており、良いモンスターは違うスタイルの物語にも再登場すべきだと考えてのことであった。嘆きの天使は第7シリーズの「マンハッタン占領」でも再登場を果たし、ブルー・ピーターコンテストで子どもたちが執筆したミニエピソード「Good as Gold」に登場、「閉ざされたホテル」「ドクターの時」「時空の果てで」にカメオ出演した。『ドクター・フー』のスピンオフ作品にも登場は及んでおり、『CLASS/クラス』第1シリーズの最終エピソードで登場した。また、ジョナサン・モリスによる New Series Adventures の小説 Touched by an Angel にも登場した。
ドクターが話したフレーズ "The angels have the phone box"はラリーが修辞的に繰り返し、彼は触発されてこのフレーズを「Tシャツにしたい」と発言した。モファットとゴールドが予期した通り、ThinkGeekやZazzleなどのオンライン小売業者が同様の製品の販売を申し出た。加えて、"wibbly-wobbly timey-wimey" という台詞もモファットの複雑なタイムトラベルの物語を表現する際に使われるようになり、例を挙げると「ヒトラーを殺そう!」や「ビッグバン」で用いられた。この台詞は第5シリーズの第1話「11番目の時間」でも、11代目ドクターが幼少期のアメリア・ポンドの部屋の壁のひび割れをソニック・スクリュードライバーで調べる際に使われた。BBCアメリカは『ドクター・フー』第7シリーズの初日に先駆けて4本のスペシャルシリーズを制作し、そのうち1つのタイトルを "The Timey-Wimey Stuff of Doctor Who" とした。
2020年には、「まばたきするな」に登場したウェスター・ドラムリンズ邸を舞台とするゲーム『Doctor Who: The Lonely Assassins』が2021年春にiOS・Android・Nintendo Switch向けにリリースされることが報じられた。同作はラリー・ナイチンゲールやUNIT職員のオズグッドらと協力し、プレイヤーが嘆きの天使に立ち向かう内容になっている。同時に10代目ドクターと13代目ドクターが登場するゲーム『Doctor Who: The Edge of Reality』もリリースの予定が報じられており、そちらにもダーレクやサイバーマンとともに嘆きの天使が登場する。後者のゲームはパソコン・PlayStation 4・Xbox One・Nintendo Switch向けのリリースが予定されている。

### 作品外への波及
イギリスの タイムロード ロック バンドの Chameleon Circuit は "Blink" というタイトルで本作についての歌を作曲し、デビュー時のエポニムアルバムでリリースした。